# Peperomia obtusifolia
Peperomia obtusifolia còn gọi là Cỏ tiêu lá tròn, một loài thực vật có hoa trong họ Hồ tiêu. Loài này được (L.) A.Dietr. miêu tả khoa học đầu tiên năm 1831.